# (3323) Turgenev
(3323) Turgenev – planetoida z pasa głównego asteroid okrążająca Słońce w ciągu 4 lat i 40 dni w średniej odległości 2,56 j.a. Została odkryta 22 września 1979 roku w Krymskim Obserwatorium Astrofizycznym w Naucznym na Krymie przez Nikołaja Czernycha. Nazwa planetoidy pochodzi od Iwana Turgieniewa (1818-1883), rosyjskiego pisarza. Przed nadaniem nazwy planetoida nosiła oznaczenie tymczasowe (3323) 1979 SY9.